# Método de Simons y Albertson
El método de Simons y Albertson, para determinar los parámetros básicos de un cauce estable, se basa en la teoría de régimen, las ecuaciones que proponen son empíricas, basadas en un gran número de observaciones de canales existentes y con varios años de operación. 

## Antecedentes
Estos dos autores se basan en observaciones efectuadas principalmente en India y Estados Unidos. Presentaron los resultados de sus investigaciones, consolidadas en fórmulas empíricas en 1963. Este método tiene la ventaja, frente a otros métodos basados en la teoría de régimen, de ser aplicable a un rango mayor de materiales de fondo y orillas.
Simons y Albertson observaron y analizaron canales en un amplio margen de variación de los parámetros dentro de los siguientes límites:
| Ancho medio                             | bm | 0.60 m a 79.2 m                                      |
| Tirante de la sección                   | d  | 0.84 m a 3.15 m                                      |
| Pendiente hidráulica                    | S  | 0.000058 a 0.0097                                    |
| Diámetro medio del material de fondo    | Dm | 0.028 mm a 80.0 mm                                   |
| Caudal                                  | Q  | 0.14 m³/s a 244 m³/s                                 |
| Concentración del material transportado | C  | 156 ppm a 3590 ppm (India) 2500 ppm a 8000 ppm (USA) |

## Ecuaciones básicas
Aunque algunos de los canales estudiados transportaban mucho material de fondo, las ecuaciones propuestas son aplicables a cauces en que el transporte del material de fondo es menor a 500 ppm, excepto cuando se lo especifica explícitamente.
Las ecuaciones, expresadas en unidades del sistema métrico, son:
{\displaystyle P=K_{1}.Q^{0.512}}.........................................................................{1}
{\displaystyle R=K_{2}.Q^{0.361}}.........................................................................{2}
{\displaystyle A=K_{1}.K_{2}.Q^{0.873}}..................................................................{3}

A partir de {\displaystyle P} y {\displaystyle A} se puede obtener {\displaystyle d}; {\displaystyle b} y {\displaystyle B} usando las ecuaciones:
{\displaystyle B=b+2.k.d}...........................................................{4}
{\displaystyle R={\frac {A}{P}}}.........................................................................{5}

así, {\displaystyle d} vale:
{\displaystyle d={\frac {P+{\sqrt {P^{2}-4.A.\left(\psi -k\right)}}}{2\left(\psi -k\right)}}}..........................................{6a}
ó
{\displaystyle d={\frac {P-{\sqrt {P^{2}-4.A.\left(\psi -k\right)}}}{2\left(\psi -k\right)}}}..........................................{6b}
{\displaystyle \psi =2{\sqrt {k^{2}+1}}}..........................................................................{7}

Conocido {\displaystyle d} , se obtiene {\displaystyle b} con la ecuación:
{\displaystyle P=b+2.d{\sqrt {k^{2}+1}}}..............................................................{8}
y {\displaystyle B} con la ecuación {4}
En los canales estudiados, Simons y Albertson encontraron una buena correlación entre {\displaystyle b_{m}} y {\displaystyle P} así como entre {\displaystyle d} y {\displaystyle R} . Las ecuaciones que representan dichas correlaciones se muestran en las ecuaciones siguientes:
{\displaystyle b_{m}=0.9P=0.9K_{1}.Q^{0.512}}..................................................{9}
o bien
{\displaystyle b_{m}=0.92.B-0.61}...............................................................{10}

de esta relación se puede obtener {\displaystyle B}
Para obtener el tirante de la corriente los autores proponen dos ecuaciones. La primera es útil si {\displaystyle R} ≤ {\displaystyle 2.60} m
{\displaystyle d=1.21.R=1.21.K_{2}.Q^{0.361}}.............................................{11}

y la segunda si {\displaystyle R} > {\displaystyle 2.60} m
{\displaystyle d=0.61+0.93.R=0.61+0.93.Q^{0.361}}.......................{12}

Para obtener la pendiente se recomiendan las siguientes ecuaciones:
a. Si {\displaystyle {\frac {U.d}{v}}} < {\displaystyle 2.10^{7}} se utiliza la siguiente expresión
{\displaystyle {\frac {Q}{R.P}}=U=K_{3}\left(R^{2}.S\right)^{m'}}..................................................{13}

Sustituyendo las ecuaciones {1} y {2} en {13} se logra una expresión para obtener {\displaystyle S} en función de {\displaystyle Q}
{\displaystyle S=\left({\frac {1}{K_{1}K_{2}{K_{3}}^{1+2m'}Q^{0.722m'-0.127}}}\right)^{1/m'}}......................{14}

b. Si {\displaystyle {\frac {U.d}{v}}} > {\displaystyle 2.10^{7}} se utiliza la siguiente expresión
{\displaystyle {\frac {U^{2}}{g.d.S}}=K_{4}\left({\frac {U.b_{m}}{v}}\right)^{0.27}}......................................................{15}
En las ecuaciones, {\displaystyle b_{m}} es el ancho medio del canal y {\displaystyle d} el tirante, por lo tanto se cumple la ecuación:
{\displaystyle A=d.b_{m}}....................................................................................{16}
El significado de las variables es:
{\displaystyle C=} concentración del material arrastrado en la capa de fondo. Se obtiene dividiendo el peso seco del material arrastrado en la capa de fondo entre el peso total del líquido, de la capa de fondo, ambos por segundo, y se expresa en ppm/
{\displaystyle v=} viscosidad de la mezcla agua - sedimento en m²/s
{\displaystyle d=} tirante de la corriente, medido del fondo a la superficie, en m
{\displaystyle b_{m}=} ancho de la sección. Cumple con la relación:
{\displaystyle A=} área mojada, o área hidráulica, de la sección, en m²
{\displaystyle U=} velocidad media de la corriente, en m/s
{\displaystyle g=} aceleración de la gravedad, en m/s2
{\displaystyle S=} pendiente hidráulica, adimensional
Los valores de los coeficientes y exponentes dependen de los materiales del fondo y de las orillas y son:
| Material                                                         | K1     | K2     | K3      | K4      | m'      |
| 1. Fondo y orillas de arena                                      | 6.30   | 0.41   | (9.33)  | 0.324   | (1/3)   |
| 2. Fondo de arena y orillas cohesivas                            | (4.74) | (0.47) |         | (0.525) | (1/3)   |
| 3. Fondo y orillas cohesivas                                     | 3.96   | 0.56   | -       | 0.87    | -       |
| 4. Fondo y orillas con material grueso no cohesivo               | 3.16   | (0.27) | (10.76) | 0.85    | (0.286) |
| 5. Igual que 2 pero con mucho transporte 2000 ppm < C < 8000 ppm | 3.09   | 0.36   | 9.68    | -       | 0.286   |